# Winchester Model 1885

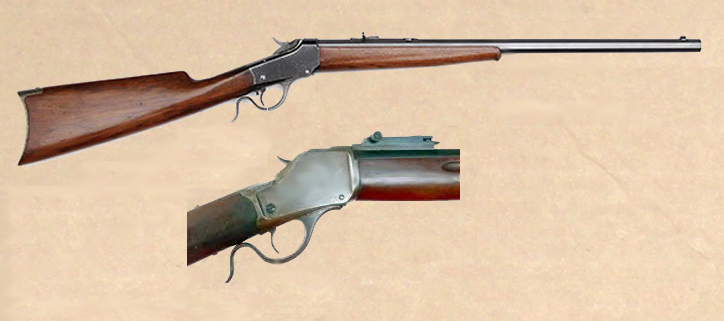
Um Winchester Model 1885

O Winchester Model 1885, é um rifle de tiro único por ação de bloco cadente, projetado por John Browning. 
Dois modelos foram produzidos: o "Low Wall" com o cão quase todo exposto ("muro baixo" do corpo da arma), para calibres e cargas menores; e o "High Wall" com o cão parcialmente oculto ("muro alto" do corpo da arma), para calibres e cargas maiores.[carece de fontes?]

## Histórico
O Winchester Model 1885 foi produzido principalmente para satisfazer as demandas do crescente esporte do "Match Shooting" de longo alcance, que foi lançado em Creedmoor, Nova York, em 21 de junho de 1872. O tiro ao alvo de precisão era extremamente popular nos EUA entre 1871 e 1917, desfrutando de um status semelhante ao golfe hoje em dia, e a empresa Winchester, que construiu sua reputação em repetir armas de fogo, desafiou em 1885 os "gigantes" de tiro único da Sharps, da Remington, da Stevens, de Maynard, de Ballard' e outros, não apenas entrando na competição, mas destacando-se nela, com o Major Ned H. Roberts (inventor do cartucho .257 Roberts), que descreveu o Model 1885 Single Shot como: "o rifle de tiro único mais confiável, mais forte e melhor em todos os aspectos, já produzido".